# Peter Capaldi
Peter Dougan Capaldi (Glasgow, 1958. április 14.) Oscar-díjas skót színész és rendező.
Számos filmes és televíziós szerepe volt már, a Ki vagy, doki? Doktorának tizenkettedik inkarnációja a sorozatban, és Malcolm Tucker "médiamágus" szerepe, a BBC vígjáték sorozatában, a The Thick of It-ben és ennek filmes spin-offjában, az In the Loop-ban. 1994-ben megkapta a Legjobb élő akció rövidfilmnek járó Oscar-díjat Franz Kafka’s It’s a Wonderful Life című rövidfilmjéért.

## Származása, tanulmányai
Glasgow-ban született. Édesanyja családja az írországi Cavan megyében elterülő Killeshandraból származott, édesapja családja az olasz Piciniscoból. Iskolába a possilparki St Teresa’s Primary School-ba, a bishopbriggsi St Matthew’s Primary School-ba és a kirkintillochi St Ninian’s High School-ba járt, mielőtt beiratkozott a Glasgow School of Art-ba.
Tehetsége a színészethez korán megmutatkozott egy általános iskolai bábszínházi darabjában. Középiskolai évei alatt az Antonine Players színi társulat tagja, ami a Fort Theatre-ben játszott Bishopbriggs-ban. Művészet hallgatóként egy punk rock együttes, a Dreamboys énekese, aminek dobosa a későbbi komikus, Craig Fergusson.

## Pályája

#### Különböző színészi szerepei
Több mint 40 filmben és televíziós alkotásban szerepelt mióta játszott a Porunk hősében (1983), mint Danny Oldsen. Volt még szerepe a A fehér féreg búvóhelyében (1988), a Veszedelmes viszonyokban (1988) és Ozzy-t játszotta a Minder egy 1985-ös epizódjában. Hangját adta Chief Petty Officer Grieves-nek a BBC Radio Ministry of Defence vígjátékában, az Our Brave Boys-ban. Első nagy televíziós szerepe Luke Wakefield volt, egy titkon meleg férfi a BBC drámasorozatában, a Mr Wakefield’s Crusade-ben, aki azt képzeli, hogy szemtanúja volt egy bűnténynek. Alakításai közé tartozik egy kitalált Songs of Praise-producer, Tristan Campbell, a Vicar of Dibley című sitcom két epizódjában, valamint egy transzvesztita szerep az ITV Prime Suspect 3-jában. Neil Gaiman gót fantasyjében, a Neverwhere-ben az Islington nevű angyalt játszotta.
Capaldi hangoskönyv narrátor is, hangoskönyvei közé tartozik Iain Banks számos műve is. Rory-ként jelent meg Banks The Crowd Road-jának 1996-os televíziós változatában.
A Channel 4 1999-es sorozatában, a Psychos-ban egy bipoláris zavarban szenvedő matematikust játszott. Felbukkant még a Peep Show című sitcomban mint egyetemi tanár, és ő játszotta az első számú gyanúsítottat a 2007-es Kísért a múlt sorozatban. 2007-ben Mark Jenkins-ként tűnt fel az E4 tini vígjáték-dráma sorozatában, a Skins-ben. Visszatért a második évadban 2008-ban, de csak azért, hogy aztán a 3. epizódban meghaljon. Szerepelt a Kisvárosi gyilkosságok sorozat „Halál a kórusban” című epizódjában, és az ITV1 Fallen Angel-jében. Feltűnt még a Magicians című 2007-es brit filmvígjátékban is.
A Channel 4 Az ördög szeretője című sorozatában I. Károlyként találkozhattunk vele 2008-ban. Ő adta a hangját a Haunted Hogmanay című 2006-os animációs filmhez. A 2010-es The Naivity című BBC-s adaptációban ő játszotta Boldizsárt, a napkeleti bölcsek egyikét.
2011 novemberében a Liverpool Playhouse színpadán Professor Marcust alakította a The Ladykillers című darabban, amit később átvittek a londoni Gieguld Theatre-be. A darab 2012. április 14-éig volt itt műsoron. Később felbukkant a The Field of Blood című krimi-drámában mint Dr. Pete, amiért BAFTA Scotland díjra jelölték TV-s színész kategóriában; a díjat végül Jayd Johnson kapta meg. Volt egy kis szerepe, egy pszichológus, a Big Fat Gypsy Gangster-ben. 2012-ben eljátszotta Randall Brown új hírigazgatót a BBC2 The Hour című drámájában. A 2013-as World War Z című filmben a WHO orvosaként láthatjuk, és volt egy szerepe a Demónában (2014), azonban a jelenete az utómunkák és a vágás áldozata lett.
Játszott az Inside of the Mind of Leonardo című Leonardo da Vinci-ről szóló dokumentumfilmben. 2013-ban ő alakítottam Alan Rusbridgert, a Guardian szerkesztőjét a The Fifth Estate-ben. 2014-ben szerepelt a Három testőr egy új adaptációjában, a Muskétások sorozatban, mint Richelieu bíboros, a BBC One gondozásában.

#### A The Thick Of Ités azIn the Loop
Legismertebb szerepe Malcolm Tucker, egy "médiamágus" a The Thick of It című BBC sitcomban, akit 2005-től 2012-ig alakított. Tuckerről azt mondják, hogy karaktere többé-kevésbé Tony Blair jobbkezén, Alastair Campbell-en alapszik, bár Capaldi azt mondta, hogy ő inkább a hollywoodi nagy emberekre alapozta alakítását, mint a gyakran durva Harvey Weinstein. A The Thick of It film spin-offját, az In the Loop-ot (ahol szintén Tuckert játssza), 2009-ben adták ki.
Számos díjat nyert Tucker szerepével. 2006-ban jelölték a BAFTA és RTS Legjobb Vígjáték Színész Díjra. 2010-ben BAFTA-díjat kapott férfi vígjáték alakítás kategóriában. Sőt, 2010-ben megnyerte a British Comedy Award-ot is legjobb televíziós vígjátékszínész kategóriában.

#### Ki vagy, doki?
Capaldi játssza a Doctor tizenkettedik inkarnációját a BBC science-fiction sorozatában, a Ki vagy, doki?-ban. Beválogatását 2013. augusztus 4-én jelentették be egy különleges BBC programban, amit Zoë Ball vezetett. Doktorként először egy cameo során láthattuk az 50. évfordulóra készült különkiadásban, a The Day of the Doctor-ban, mielőtt hivatalosan átvette Matt Smith helyét a 2013-as karácsonyi különkiadásban, a The Time of the Doctor-ban. Mint a sorozat nagy rajongója, Capaldi már játszott korábban, 2008-ban a The Fires of Pompeii című részben, mint Lobus Caecilius, továbbá John Frobisher közszolgaként is láthattuk 2009-ben a sorozat egy spin-offjában, a Torchwood: Children of Earth-ben.
Capaldi azt állítja, hogy gondosan meg kellett fontolnia, elfogadja-e a szerepet a vele járó nagymértékű ismertséggel együtt. Egy interjú során elárulta, hogy meghívták a Nyolcadik Doktor szereplőválogatására 1995-ben, az 1996-os TV film elkészítését megelőzően, de nem ment el rá, mert nem gondolta, hogy megkapja a szerepet, és nem akart egy csapat "leselejtezett színész" közé tartozni.

#### Rendezői, előadói és írói munkái
1995-ben Capaldi megkapta a legjobb élő akció rövidfilmnek járó Oscar-díjat Franz Kafka’s It’s a Wonderful Life című rövidfilmjéért, amely a Trevor című rövidfilmmel együtt megosztva nyerte el a díjat. Megírta a Soft Top, Hard Shoulder című vígjáték-drámát, ami a London Film Festivalon közönségdíjat kapott, valamint írója és rendezője volt a Strictly Sinatra című drámának, valamint rendezte a BBC Four Getting On című sitcomjának (aminek egyik epizódjában fel is bukkant mint orvos). 2006-ban megírta és előadta az A Portrait of Scotland című dokumentációját, ami a skót portréfestészet 500 éves történelmét taglalja.
2012-ben írója (Tony Roche-sal együtt), rendezője és szereplője volt a The Circlewood Greats című áldokumentumfilmnek egy kitalált filmstúdióról, ami a brit mozi valódi fejlődését és divatját követi történelem folyamán, ideértve a némafilmet, a horrort és az obszcén vígjátékot.
2013-ban írója és rendezője volt a Born to be Kingnek.

### Magánélete
Capaldi támogatója az Association for International Cancer Research-nek és a Aberlour Child Care Trust-nak. Feleségül vette Elaine Collins-t Strathblane-ben, nem messze a glasgowi otthonától, 1991-ben. Crouch Endben él feleségével, Elanie Collins-szal és leányukkal, Cecily-vel.

## Filmográfiája

### Film
| Év   | Cím                              | Szerep           | Megjegyzés |
| ---- | -------------------------------- | ---------------- | --- |
| 1982 | Living Apart Together            | Joe              | |
| 1983 | Porunk hőse                      | Oldsen           | |
| 1984 | Turtle Diary                     | Assistant keeper | |
| 1987 | The Love Child                   |                  | |
| 1988 | A fehér féreg búvóhelye          | Angus Flint      | |
| 1988 | Veszedelmes viszonyok            | Azolan           | |
| 1991 | December Bride                   | Young Sorleyson  | |
| 1993 | Soft Top Hard Shoulder           | Gavin Bellini    | Megnyerte — BAFTA Scotland Award Best Actor |
| 1994 | Captives                         | Simon            | |
| 1997 | Bean – Az igazi katasztrófafilm  | Gareth           | |
| 1997 | Shooting Fish                    | Mr. Gilzean      | |
| 1997 | Smilla’s Sense of Snow           | Birgo Lander     | |
| 1998 | What Rats Won’t Do               | Tony             | |
| 1999 | The Greatest Store in the World  | Mr. Whiskers     | |
| 2000 | Mrs Caldicot’s Cabbage War       | Derek            | |
| 2001 | Hotel!                           | Hilton Gilfoyle  | |
| 2002 | Max                              | David Cohn       | |
| 2002 | Solid Geometry                   | David Hunter     | |
| 2003 | Shotgun Dave Rides East          | Rob              | |
| 2004 | Modigliani                       | Jean Cocteau     | |
| 2004 | Niceland (Population. 1.000.002) | John             | |
| 2004 | Wild Country                     | Father Steve     | |
| 2005 | House of 9                       | Max Roy          | |
| 2005 | The Best Man                     | Priest           | |
| 2006 | Pinochet in Suburbia             | Andy McEntee     | Television film |
| 2007 | Magicians                        | Mike Francis     | |
| 2009 | In the Loop                      | Malcolm Tucker   | Jelölés — British Independent Film Award for Best Actor Jelölés — Chicago Film Critics Association Award for Best Supporting Actor Jelölés — Evening Standard British Film Awards: Peter Sellers Award for Comedy Jelölés — International Cinephile Society Award for Best Supporting Actor (2nd place)[25] Jelölés — London Film Critics Circle Award for British Actor of the Year Jelölés — Los Angeles Film Critics Association Award for Best Supporting Actor (2nd place) Jelölés — New York Film Critics Circle Award for Best Supporting Actor (3rd place) Jelölés — Online Film Critics Society Award for Best Supporting Actor |
| 2012 | Big Fat Gypsy Gangster           | Peter VanGellis  | |
| 2013 | World War Z                      | W.H.O. Doctor    | |
| 2013 | The Fifth Estate                 | Alan Rusbridger  | |
| 2014 | Paddington                       | Mr. Curry        | |

### Televízió
| Év        | Cím                                    | Szerep                                  | Megjegyzés |
| --------- | -------------------------------------- | --------------------------------------- | --- |
| 1984      | Crown Court                            | Eamonn Donnelly                         | Epizód: "Big Deal" |
| 1985      | Minder                                 | Ozzy                                    | Epizód: "Life in the Fast Food Lane" |
| 1985      | Travelling Man                         |                                         | Epizód: "Blow-Up" |
| 1985      | John and Yoko: A Love Story            | George Harrison                         | |
| 1986      | C.A.T.S. Eyes                          | Caldicott                               | Epizód: "Powerline" |
| 1989      | Rab C. Nesbitt                         | Preacher                                | Epizód: "Rab C. Nesbitt's Seasonal Greet" |
| 1989      | Shadow of the Noose                    | Robert Wood                             | |
| 1989      | Dramarama                              | British Ambassador                      | Epizód: "Rosie the Great" |
| 1990      | Ruth Rendell Mysteries                 | Zeno Vedast                             | 3 epizód |
| 1991      | Agatha Christie: Poirot                | Claude Langton                          | Epizód: "Darázsfészek" |
| 1991      | Selling Hitler                         | Thomas Walde                            | |
| 1991      | Titmuss Regained                       | Ken Cracken                             | 3 epizód |
| 1992      | Mr Wakefield's Crusade                 | Luke Wakefield                          | |
| 1992      | Early Travellers in North America      | Robert Louis Stevenson                  | |
| 1993      | The Comic Strip Presents…              | John                                    | Epizód: "Jealousy" |
| 1993      | Stay Lucky                             | Robin                                   | Epizód: "The Driving Instructor" |
| 1993      | Prime Suspect                          | Vera Reynolds                           | 3. évad |
| 1994      | Chandler & Co                          | Larry Blakeson                          | |
| 1994      | The All New Alexei Sayle Show          | Time Traveller                          | Epizód: "Drunk in Time" |
| 1994–1996 | The Vicar of Dibley                    | Tristan Campbell                        | 2 epizódok |
| 1996      | Delta Wave                             | Dinsdale Draco                          | Epizód: "The Light Fantastic" |
| 1996      | Neverwhere                             | The Angel Islington                     | 4 epizód |
| 1996      | The Crow Road                          | Rory McHoan                             | 4 epizód |
| 1997      | Tom Jones                              | Lord Fellamar                           | 3 epizód |
| 1999      | Psychos                                | Mark Collins                            | 1 epizód |
| 2001      | High Stakes                            | Michael Calderwood                      | Epizód: "Dream Team |
| 2003      | In Deep                                | Jeremy                                  | Epizód: "Character Assassination: Part 1" |
| 2003      | A negyedik X (Fortysomething)          | Dr. Ronnie Pilfrey                      | 5 epizód |
| 2003      | Judge John Deed                        | Alan Roxborough, MP                     | Epizód: "Conspiracy" |
| 2004      | Sea of Souls                           | Gordon Fleming                          | Epizód: "Seeing Double" |
| 2004      | Az én kis családom                     | Colin Judd                              | Epizód: "Dentist to the Stars" |
| 2004      | Foyle háborúja (Foyle’s War)           | Raymond Carter                          | Epizód: "War of Nerves" |
| 2004      | Peep Show                              | Professor MacLeish                      | Epizód: "University Challenge" |
| 2005      | The Afternoon Play                     | Billy Shannon                           | Epizód: "The Singing Cactus" |
| 2005-2012 | The Thick of It                        | Malcolm Tucker                          | British Academy Television Award for Best Male Comedy Performance (2010) British Comedy Award for Best TV Comedy Actor (2010, 2012) Nominated - British Academy Television Award for Best Comedy Performance (2006, 2008) Nominated - Royal Television Society Award for Best Comedy Performance (2006) |
| 2006      | Donovan                                | Dr. Angus Baldwin                       | 1. évad 3. epizód |
| 2006      | Kisvárosi gyilkosságok                 | Lawrence Barker                         | Epizód: „Death in Chorus” |
| 2006-2010 | Trawlermen                             | Narrator                                | |
| 2007      | Kísért a múlt (Waking the Dead)        | Lucien Calvin                           | Epizód: „The Fall” |
| 2007      | Coming Up                              | Joe                                     | Epizód: "Brussels" |
| 2007      | Fallen Angel                           | Henry Appleton                          | |
| 2007-2008 | Skins                                  | Mark Jenkins                            | 3 epizód |
| 2008      | Ki vagy, doki?                         | Lobus Caecilius                         | Epizód: Pompeii lángjai |
| 2008      | Midnight Man                           | Trevor                                  | |
| 2008      | Glendogie Bogey                        | Jeff Wylie                              | Hangja |
| 2008      | Az ördög szeretője (The Devil’s Whore) | I. Károly                               | |
| 2009      | Torchwood: Children of Earth           | John Frobisher                          | |
| 2009      | Getting On                             | Doctor                                  | 1. epizód, a sorozat rendezője |
| 2009      | A Portrait of Scotland                 | Önmaga                                  | Író |
| 2010      | Ten Minute Tales                       | The Man                                 | |
| 2010      | Accused                                | Frank Ryland                            | 1. évad 3. epizód |
| 2010      | The Nativity                           | Balthazar                               | 4 epizód |
| 2011      | A Madagaszkár pingvinjei               | Nigel bácsi                             | 1 epizód: Nigel bácsi látogatása |
| 2011      | The Suspicions of Mr Whicher           | Samuel Kent                             | |
| 2011      | The Field of Blood                     | Dr. Pete                                | |
| 2012      | The Cricklewood Greats                 | Peter Capaldi (előadó), Leslie Grangely | Áldokumentumfilm; író és rendező |
| 2012      | The Hour                               | Randall Brown                           | 2. évad: Jelölés – British Academy Television Award for Best Supporting Actor |
| 2013      | Inside the Mind of Leonardo            | Leonardo da Vinci                       | Dokumentumfilm |
| 2014–2017 | Ki vagy, doki?                         | A Doctor                                | A Doktor napja (cameo) A Doktor ideje - Kétszer volt, hol nem volt |
| 2014      | Muskétások (The Musketeers)            | Richelieu bíboros                       | 13 epizód |

### Rádió
| Év        | Cím                 | Szerep         | Megjegyzés  |
| --------- | ------------------- | -------------- | ----------- |
| 2009–2010 | The News at Bedtime | Jim Tweedledee | BBC Radio 4 |

### Színház
| Év   | Cím                                             | Szerep          | Megjegyzés            |
| ---- | ----------------------------------------------- | --------------- | --------------------- |
| 1983 | Vízkereszt, vagy amit akartok                   | Antonio         | Young Vic             |
| 1985 | Dracula                                         | Jonathan Harker | Half Moon Theatre     |
| 1985 | Songs for Stray Cats and Other Living Creatures | Graeme          | Paines Plough Theatre |
| 1989 | Valued Friends                                  | Howard          | Hampstead Theatre     |
| 1998 | The Judas Kiss                                  | Robbie Ross     | Broadhurst Theatre    |
| 2007 | Absurdia                                        | Bro             | Donmar Warehouse      |

## Díjai
- 1994: Elnyerte a legjobb rövidfilmnek járó BAFTA-díjat.
- 1994: Elnyerte az Academy Award for Live Action Short Filmnek járó díjat.
- 2006: Jelölték a legjobb vígjátéki színésznek járó BAFTA és RTS díjakra.
- 2010: Elnyerte a legjobb férfi vígjátéki szereplőnek járó televíziós BAFTA-díjat, és a brit vígjátékban nyújtott legjobb férfi szereplőnek járó díjat.
- 2012: Elnyerte a Best TV Comedy Actor at the British Comedy Awards díjat.

## Fordítás
- Ez a szócikk részben vagy egészben  a   Peter Capaldi című angol Wikipédia-szócikk fordításán alapul.  Az eredeti cikk szerkesztőit annak laptörténete sorolja fel. Ez a jelzés csupán a megfogalmazás eredetét és a szerzői jogokat jelzi, nem szolgál a cikkben szereplő információk forrásmegjelöléseként.